# حديث الغدير
حديث الغدير هو حديث نبوي يصل لدرجة التواتر عند السنة والشيعة، مروي عن الرسول محمد في يوم 18 من ذي الحجة سنة 10 هـ، في طريق عودته بعد حجة الوداع في غدير يُدعى خُم قُرب الجحفة.
يستدل الشيعة بهذا الحديث بالإضافة لأحاديث أخرى على خلافة علي بن أبي طالب، بينما يعتقد أهل السنة والجماعة بأنَّه دلالة على منزلة علي بن أبي طالب العالية، ولا يستوجب أحقيته بالخلافة. يحتفل الشيعة بهذا اليوم كل عام في مناسبة تُدعى عيد الغدير بأعمال كالصوم والغُسل.

## نص الحديث عند الشيعة
| حديث الغدير | الحمد لله ونستعينه ونؤمن به، ونتوكل عليه، ونعوذ بالله من شرور أنفسنا، ومن سيئات أعمالنا الذي لا هادي لمن ضل، ولا مضل لمن هدى، وأشهد أن لا إله إلا الله، وأن محمدا عبده ورسوله ـ أما بعد ـ: أيها الناس قد نبأني اللطيف الخبير أنه لم يعمر نبي إلا مثل نصف عمر الذي قبله، وإني أوشك أن أدعى فأجبت، وإني مسؤول وأنتم مسؤولون، فماذا أنتم قائلون؟ قالوا: نشهد أنك قد بلغت ونصحت وجهدت فجزاك الله خيرا، قال: ألستم تشهدون أن لا إله إلا الله، وأن محمدا عبده ورسوله، وأنَّ جنَّته حقّ ونارَه حق وأن الموت حق وأن الساعة آتية لا ريب فيها وأن الله يبعث من في القبور؟ قالوا: بلى نشهد بذلك، قال: اللهم اشهد، ثم قال: أيها الناس ألا تسمعون؟ قالوا: نعم. قال: فإني فرط على الحوض، وأنتم واردون علي الحوض، وإن عرضه ما بين صنعاء وبُصرى فيه أقداح عدد النجوم من فضة فانظروا كيف تخلفوني في الثقلين فنادى منادٍ: وما الثقلان يا رسول الله؟ قال: الثقل الأكبر كتاب الله طرف بيد الله عز وجل وطرف بأيديكم فتمسكوا به لا تضلوا، والآخر الأصغر عِترَتي، وإن اللطيف الخبير نبأني أنهما لن يتفرقا حتى يراد على الحوض فسألت ذلك لهما ربي، فلا تقدموهما فتهلكوا، ولا تقصروا عنهما فتهلكوا، ثم أخذ بيد عليٍ فرفعها حتى رؤيَ بياض آباطهما وعرفه القوم أجمعون، فقال: أيها الناس من أولى الناس بالمؤمنين من أنفسهم؟ قالوا: الله ورسوله أعلم، قال: إن الله مولاي وأنا مولى المؤمنين وأنا أولى بهم من أنفسهم فمن كنت مولاه فعلي مولاه، يقولها ثلاث مرات، وفي لفظ أحمد إمام الحنابلة: أربع مرات ثم قال: اللهم والِ من والاه، وعادِ من عاداه، وأحبَّ من أحبّه، وأبغض من أبغضه، وانصر من نصره، واخذل من خذله، وأدر الحق معه حيث دار، ألا فليبلغ الشاهد الغائب، ثم لم يتفرقوا حتى نزل أمين وحي الله بقوله: الْيَوْمَ أَكْمَلْتُ لَكُمْ دِينَكُمْ وَأَتْمَمْتُ عَلَيْكُمْ نِعْمَتِي وَرَضِيتُ لَكُمُ الإِسْلاَمَ دِينًا. فقال رسول الله صلى الله عليه وآله: الله أكبر على إكمال الدين، وإتمام النعمة، ورضى الرب برسالتي، والولاية لعلي من بعدي | حديث الغدير |

ثم طفق القوم يهنئون أمير المؤمنين صلوات الله عليه وممن هنأه في مقدم الصحابة: الشيخان أبو بكر وعمر كل يقول: بخ بخ لك يا بن أبي طالب أصبحت وأمسيت مولاي ومولى كل مؤمن ومؤمنة، وقال ابن عباس: وجبت والله في أعناق القوم، فقال حسان: إئذن لي يا رسول الله أن أقول في علي أبياتا تسمعهن، فقال: قل على بركة الله، فقام حسان فقال: يا معشر مشيخة قريش أتبعها قولي بشهادة من رسول الله في الولاية ماضية ثم قال:

## نص الحديث عند السنة
ورد الحديث بعدة أوجه، أصحها سنداً عند أهل السنة والجماعة هي:
| حديث الغدير | : قام رسول الله صلى الله عليه وسلم يومًا فينا خطيبًا، بماء يدعى خُمًّا بين مكة والمدينة، فحمد الله وأثنى عليه، ووعظ وذكر، ثم قال: «أما بعد، ألا أيها الناس، فإنما أنا بشر يوشك أن يأتي رسول ربي فأجيب، وأنا تارك فيكم ثقلين: أولهما كتاب الله، فيه الهدى والنور، فخذوا بكتاب الله، واستمسكوا به». فحَثَّ على كتاب الله ورغَّب فيه، ثم قال: «وأهل بيتي، أذكركم اللهَ في أهل بيتي، أذكركم اللهَ في أهل بيتي، أذكركم اللهَ في أهل بيتي». | حديث الغدير |

| حديث الغدير | : لما رجع رسول الله صلى الله عليه وسلم من حجة الوداع ونزل غدير خُمٍّ، أمر بدوحات فقُمِمْن، فقال: «كأني قد دُعيت فأجبت، إني قد تركت فيكم الثقلين أحدهما أكبر من الآخر: كتاب الله تعالى، وعِتْرتي، فانظروا كيف تخلفوني فيهما، فإنهما لن يتفرقا حتى يَرِدا عليَّ الحوض». ثم قال: «إن الله عز وجل مولاي، وأنا مولى كل مؤمن». ثم أخذ بيد عليٍّ رضي الله عنه فقال: «من كنت مولاه فهذا وليّه، اللهم والِ من والاه، وعادِ من عاداه». | حديث الغدير |

| حديث الغدير | : عن النبي صلى الله عليه وسلم قال: «من كنت مولاه فعَليٌّ مولاه». | حديث الغدير |

| حديث الغدير | : قال: «غزوت مع عليٍّ اليمن فرأيت منه جفوة، فلما قدمت على رسول الله صلى الله عليه وسلم ذكرت عليًّا فتنقَّصته، فرأيت وجه رسول الله صلى الله عليه وسلم يتغيَّر، فقال: «يا بريدة ألستُ أولى بالمؤمنين من أنفسهم؟» قلت: بلى يا رسول الله. قال: «من كنت مولاه فعَليٌّ مولاه». | حديث الغدير |

| حديث الغدير | : نشد عليٌّ الناس في الرحبة: من سمع رسول الله صلى الله عليه وسلم يقول يوم غدير خُمٍّ إلا قام. قال: فقام من قبل سعيد ستة ومن قبل زيد ستة فشهدوا أنهم سمعوا رسول الله صلى الله عليه وسلم يقول لعلي رضي الله عنه يوم غدير خُمٍّ: أليس الله أولى بالمؤمنين؟ قالوا: بلى. قال: «اللهم من كنت مولاه فعَليٌّ مولاه، اللهم والِ من والاه وعادِ من عاداه». | حديث الغدير |

| حديث الغدير | : “جاء رهط إلى عليٍّ بالرحبة، فقالوا: السلام عليك يا مولانا. قال: كيف أكون مولاكم وأنتم قوم عرب؟! قالوا: سمعنا رسول الله صلى الله عليه وسلم يوم غدير خُمٍّ يقول: «من كنت مولاه فإن هذا مولاه». قال رياح: فلما مضوا تبعتهم، فسألت: من هؤلاء؟ قالوا: نفر من الأنصار فيهم أبو أيوب الأنصاري”. | حديث الغدير |

وهناك زيادة في الحديث من طرق عده وهي
- «اللَّهُمَّ وَالِ مَنْ وَالاهُ، وَعَادِ مَنْ عَادَاهُ»، وهي مختَلَفٌ في تصحيحها.
- «وَانْصُرْ مَنْ نَصَرَهُ، وَاخْذُلْ مَنْ خَذَلَهُ»، قال الألباني: «في ثبوته عندي وقفة؛ لعدم ورود ما يجبر ضعفه، و كأنه رواية بالمعنى للشطر الآخر من الحديث: «اللَّهُمَّ وَالِ مَنْ وَالاهُ، وَعَادِ مَنْ عَادَاهُ»»، وقد ضعَّف ابن تيمية زيادة: «اللَّهُمَّ وَالِ مَنْ وَالاهُ، وَعَادِ مَنْ عَادَاهُ»، وكذَّب زيادة: «وَانْصُرْ مَنْ نَصَرَهُ، وَاخْذُلْ مَنْ خَذَلَهُ»،[9] وقد شرحه الألباني الحديث وطُرُقه في السلسلة الصحيحة عند حديث رقم (1750) (4/330-344)،[10] وقال الهيثمي: «وَعَنْ عَمْرِو بْنِ ذِي مُرٍّ، وَسَعِيدِ بْنِ وَهْبٍ، وَعَنْ زَيْدِ بْنِ يُثَيْعٍ قَالُوا: «سَمِعْنَا عَلِيًّا يَقُولُ: نَشَدْتُ اللَّهَ رَجُلًا سَمِعَ رَسُولَ اللَّهِ - صَلَّى اللَّهُ عَلَيْهِ وَسَلَّمَ - يَقُولُ يَوْمَ غَدِيرِ خُمٍّ لَمَا قَامَ، فَقَامَ ثَلَاثَةَ عَشَرَ رَجُلًا فَشَهِدُوا أَنَّ رَسُولَ اللَّهِ - صَلَّى اللَّهُ عَلَيْهِ وَسَلَّمَ - قَالَ: " أَلَسْتُ أَوْلَى بِالْمُؤْمِنِينَ مِنْ أَنْفُسِهِمْ؟ ". قَالُوا: بَلَى يَا رَسُولَ اللَّهِ. قَالَ: فَأَخَذَ بِيَدِ عَلِيٍّ فَقَالَ: " مَنْ كُنْتُ مَوْلَاهُ فَهَذَا مَوْلَاهُ، اللَّهُمَّ وَالِ مَنْ وَالَاهُ، وَعَادِ مَنْ عَادَاهُ، وَأَحِبَّ مَنْ أَحَبَّهُ، وَأَبْغِضْ مَنْ يُبْغِضُهُ، وَانْصُرْ مَنْ نَصَرَهُ، وَاخْذُلْ مَنْ خَذَلَهُ». رَوَاهُ الْبَزَّارُ، وَرِجَالُهُ رِجَالُ الصَّحِيحِ غَيْرَ فِطْرِ بْنِ خَلِيفَةَ، وَهُوَ ثِقَةٌ.».[11][12]

## تفسير الحديث عند الشيعة
يري الشيعة أن هذا دليل على أن الإمامة لعلي بن أبي طالب ، تقول المراجع الشيعية أن في هذا اليوم نزلت الآية «الْيَوْمَ أَكْمَلْتُ لَكُمْ دِينَكُمْ وَأَتْمَمْتُ عَلَيْكُمْ نِعْمَتِي وَرَضِيتُ لَكُمُ الْإِسْلاَمَ دِيناً» [5:3] وأن إتمام الدين هو الإيمان بالإمام والولي علي بن أبي طالب من بعد الرسول محمد،  وتقول أيضًا أن جميع المسلمين والمسلمات قد بايعوه في هذا اليوم على السمع والطاعة. و يستدلون بها بنقاط كما يلي:
- النقطة الأولى هي أن القضية كانت مهمة للغاية حيث أمر النبي أن يبلغ ما يؤمر به ولو كان لم يبلغ ما أمر به لما كان بلغت رسالته فالأمر الذي أمر الرسول كان يرادف النبوة بعظمتها وعدم الإبلاغ كان يساوي عدم إبلاغ النبوة بأكملها(وَإِن لَّمْ تَفْعَلْ فَمَا بَلَّغْتَ رِسَالَتَهُ).
- النقطة الثانية وهي أن القضية ليست كالصلاة والصوم و الحج لأن عند نزول سورة المائدة في السنة الأخيرة من حياته صل الله عليه وآله كان النبي قد بين جميع الأركان الإسلامية لذلك الزمان.
- النقطة الثالثة وهي أن المستفاد من الأية هو أن كان قد يظهر الكثير من المعارضين لهذه القضية حيث كان من المحتمل أن تتعرض حياة النبي للخطر.(وَاللّهُ يَعْصِمُكَ مِنَ النَّاسِ).[15]
- تهنئة الصحابة لعلي: نقلت المصادر بعد سردها لحادثة الغدير قول أبي بكر وعمر بن الخطاب لعلي بن أبي طالب: بخٍ بخٍ لك علي، لقد أصبحت مولاي ومولى كل مؤمن ومؤمنة.[16][17][18]

## تفسير الحديث عند أهل السنة
يعتقد أهل السنة والجماعة بصحة الحديث الذي رواه مسلم وأحمد، وصححه العديد من علماء الحديث أمثال الذهبي وابن حجر والألباني وغيرهم. ويدلّلون بالحديث على فضل علي بن أبي طالب بصفته أحد آل بيت النبي محمد وعلى مكانته. لكن لا يعتقد أهل السنة والجماعة أن هذا الحديث يؤكد أحقية علي بن أبي طالب بالخلافة. فيقول ابن تيمية :

كما قال ابن كثير: 
. وقد رد أهل السنة والجماعة على إدعاءات الشيعة بعدة أوجه، وهي:
الوجه الأول: سبب ورود الحديث هو أن النبي محمد ﷺ قبْل حجة الوداع أرسل خالد بن الوليد  إلى اليمن في قتال انتصر فيه خالد، وغنم غنائم، فأرسل إلى النبي محمد ﷺ يخبره بذلك، ويطلب إرسال من يُخمِّس تلك الغنائم، فأرسل النبي محمد ﷺ عليَّ بن أبي طالب  لتلك المهمة، ثم أمره أن يدركه في الحج، وقسّم عليّ تلك الغنائم بحسب ما جاء من تشريع في القرآن الكريم: أربعةَ أخماس للمجاهدين، وخُمسًا لله والرسول وذوي القربى واليتامى والمساكين وابن السبيل. فأخذ عليّ خُمس ذوي القربى -وهو سيد ذوي القربى- للنبي محمد ﷺ، فغضب بعض الصحابة كبريدة بن الحصيب ، فاشتكى بُريدة إليه.

وقال ابن حجر: 

وكذلك قال البيهقي: 
.
الوجه الثاني: دعواهم أن معنى المولى في الحديث: الحاكم والخليفة لا يصح؛ لأن المولى له معانٍ كثيرة منها: الرب والمالك والسيد والمنعم والمعتق والناصر والمحب والتابع والجار وابن العم والحليف والعقيد والصهر والعبد والمعتق والمنعم عليه. والمقصود بالموالاة في الحديث هي المودة والمحبة والمؤازرة، وهي ضد المعاداة.

قال ابن تيمية: 
الوجه الثالث: بعد النظر في روايات حديث الغدير، يتبين جليًّا أنه ليس في شيء منها ما يدل على خلافة علي  من بعد النبي محمد ﷺ، وكيف يوصي النبي محمد ﷺ لعليٍّ ويُخَالْف أمره ﷺ، وقد أوصى أبو بكر لعمر رضي الله عنهما وامتثل الناس أمره ؟! فهل وصية أبي بكر  أجلّ من وصية النبي محمد ﷺ عند المسلمين؟!
الوجه الرابع: أن حديث الغدير كان في الثامن عشر من ذي الحجة، أي بعد نزول قوله تعالى: ﴿حُرِّمَتْ عَلَيْكُمُ الْمَيْتَةُ وَالدَّمُ وَلَحْمُ الْخِنْزِيرِ وَمَا أُهِلَّ لِغَيْرِ اللَّهِ بِهِ وَالْمُنْخَنِقَةُ وَالْمَوْقُوذَةُ وَالْمُتَرَدِّيَةُ وَالنَّطِيحَةُ وَمَا أَكَلَ السَّبُعُ إِلَّا مَا ذَكَّيْتُمْ وَمَا ذُبِحَ عَلَى النُّصُبِ وَأَنْ تَسْتَقْسِمُوا بِالْأَزْلَامِ ذَلِكُمْ فِسْقٌ الْيَوْمَ يَئِسَ الَّذِينَ كَفَرُوا مِنْ دِينِكُمْ فَلَا تَخْشَوْهُمْ وَاخْشَوْنِ الْيَوْمَ أَكْمَلْتُ لَكُمْ دِينَكُمْ وَأَتْمَمْتُ عَلَيْكُمْ نِعْمَتِي وَرَضِيتُ لَكُمُ الْإِسْلَامَ دِينًا فَمَنِ اضْطُرَّ فِي مَخْمَصَةٍ غَيْرَ مُتَجَانِفٍ لِإِثْمٍ فَإِنَّ اللَّهَ غَفُورٌ رَحِيمٌ ۝٣﴾3(سورة المائدة، الآية 3)، وثبت في الصحيحين أنها نزلت يوم الجمعة بعرفة، فكيف تكون إمامة علي  من أصول الدين ولم يبلِّغها النبي ﷺ إلا بعد إكمال الدين وإتمام النعمة بتسعة أيام؟!

قال ابن تيمية: 
الوجه الخامس: يتضح من كلام ابن تيمية حول الحديث الأول الذي أخرجه مسلم في صحيحه: 

## وصلات خارجية
- الغدير في الكتاب والسنة و الادب

## هوامش
| - 1 سورة المائدة، الآية 55. - 2 سورة التحريم، الآية 4. - 3 سورة المائدة، الآية 3. |